# Massif galicien
Le Massif galicien est un massif montagneux du Nord-Ouest de l'Espagne, dans les communautés autonomes de la Galice et de Castille-et-León. Il culmine à la Peña Trevinca, à 2 127 m d'altitude.

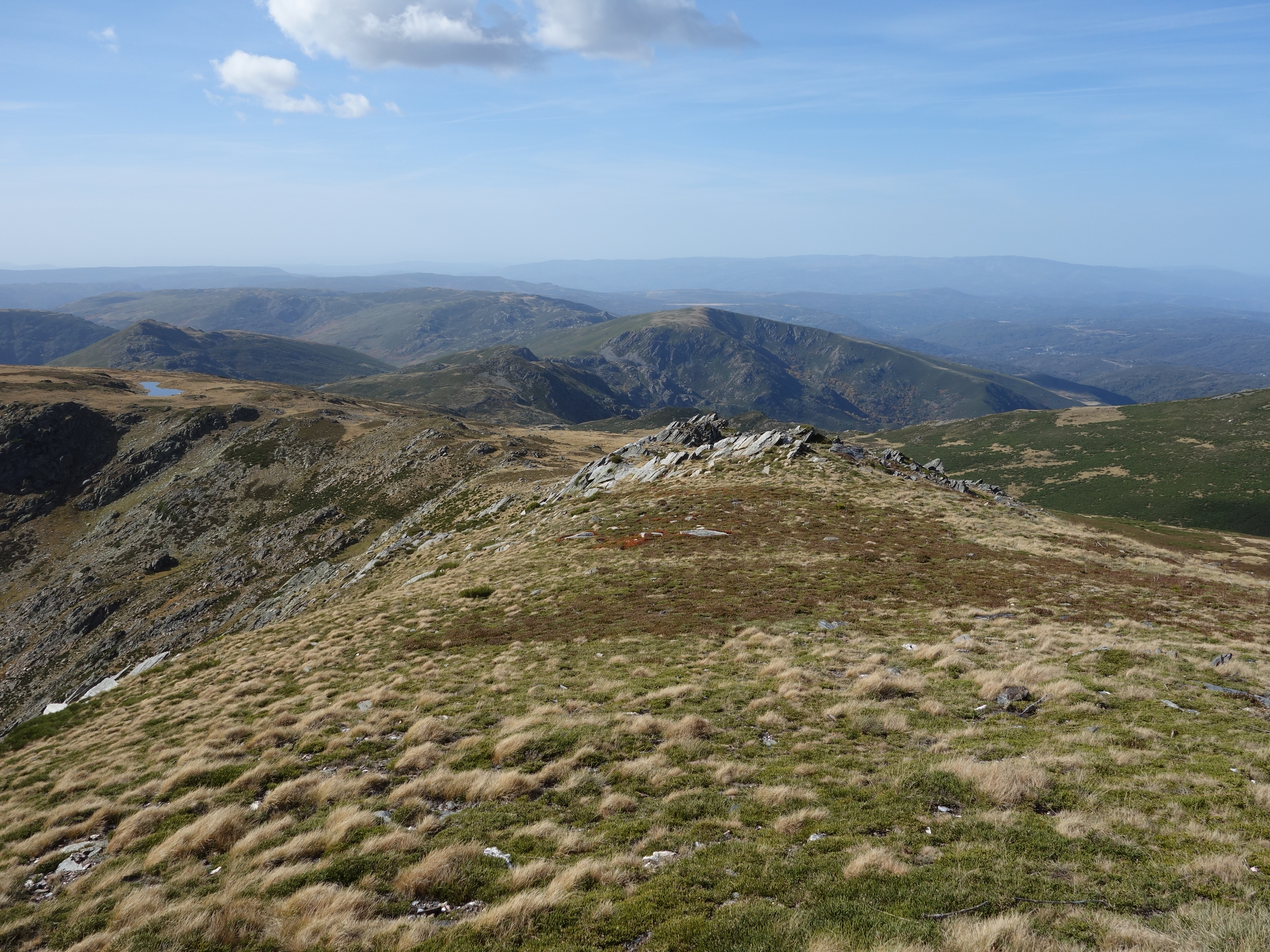
Vue du massif depuis la Peña Trevinca.